# گروه دی‌دبلیواف
گروه دی‌دبلیواف (انگلیسی: DWF Group) شرکت خدمات حقوقی بریتانیایی است، که در سال ۱۹۷۷ تأسیس شد.